# آلة مفاتيح

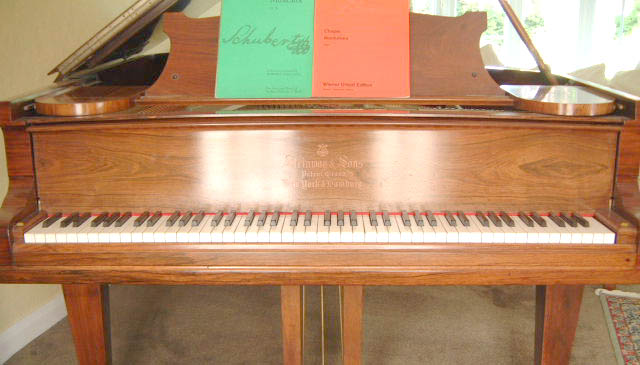
بيانو

الآت المفاتيح (بالإنجليزية Keyboard instrument) وهي الآلات التي تصدر الصوت عن طريق الضغط أو الطرق على لوحة مفاتيح موسيقية موجودة على الآلة حيث يكون لكل مفتاح صوت معين ومختلف ومثال عليها البيانو والهاربسكورد والأورغن والأكورديون. رغم اختلاف هذه الآلات عن بعضها، يملك كل منها لوحة مفاتيح تسمح بعدة نغمات تعزف معا في نفس الوقت بسرعة وسهولة.

## هوامش
1. ↑  Music: An Appreciation, by Roger Kamien